# Tiziano Aspetti
Tiziano Aspetti (født 1559 i Padova, død 1606 i Pisa) var en italiensk billedhugger.
Som ganske ung var Aspetti sysselsat i Venedig med dekorative arbejder til dogepaladset og andet, ofte i stor målestok. Da han 1591 tog til Padova, blev hans stil kendelig påvirket af Donatello. Her skabte han en række værker, der hører til datidens bedste dekorative arbejder, fornemmelig relieffer og statuetter; to relieffer til kryptalteret i domkirken (marterscener fra den hellige Daniels levned), statuetterne af San Antonio, Bonaventura og den hellige Ludvig til Santos højalter, den lille Kristus-statue m. v. Fra c. 1604 virkede Aspetti i resten af sit korte kunstnerliv i Pisa.